# Baizieux
Baizieux település Franciaországban, Somme megyében. Lakosainak száma 242 fő (2022. január 1.). Baizieux Warloy-Baillon, Bavelincourt, Béhencourt, Bresle, Contay, Franvillers, Heilly, Ribemont-sur-Ancre és Vadencourt községekkel határos.

## Népesség
A település népességének változása:
| Lakosok száma | 199  | 200  | 206  | 207  | 206  | 212  | 222  | 232  | 242  |
|               | 2013 | 2015 | 2016 | 2017 | 2018 | 2019 | 2020 | 2021 | 2022 |